# Коломыйский трамвай
Коломыйский трамвай — система пригородного сообщения, которая была открыта в 1886 году. Маршрут соединил украинский город Коломыя с соседним селом Рунгуры. Трамвай двигался по трамвайной колее 1000 мм и работал на паровой тяге. Изначально планировался трамвай для перевозки грузов из нефтяного месторождения Слобода Рунгурская. В 1944 году месторождение исчерпало ресурсы, и грузовой трамвай стал использоваться для перевозки на местной лесопилке. Трамвайная линия проходила по городу Коломыя по улицам города и пересекала центр. Наезды на пешеходов были крайне редки. Трамваи двигались с низкой скоростью 5-10 км/ч. В 1967 году трамвай был закрыт. Грузовое движение тоже закрылось, поскольку трамвайные пути не были подведены к ближайшей железной дороге.